# Zeltus censorinus
Zeltus censorinus är en fjärilsart som beskrevs av Hans Fruhstorfer 1912. Zeltus censorinus ingår i släktet Zeltus och familjen juvelvingar. Inga underarter finns listade i Catalogue of Life.